# ديفيد ويتني
ديفيد ويتني (بالإنجليزية: David Whitney)‏ هو أمين متحف أمريكي، ولد في 1939 في ورسستر في الولايات المتحدة، وتوفي في 12 يونيو 2005 في نيو كانان في الولايات المتحدة.